# Бубякин, Николай Васильевич
Николай Васильевич Бубякин (1898 — 12 мая 1942) — советский общественный и хозяйственный деятель. Председатель Совета Народных Комиссаров Якутской АССР (1928—1929), председатель Якутского городского исполкома (1932—1935).

## Биография
Родился Николай Бубякин в 1898 году во II Нахарском наслеге Восточно-Хангаласского улуса Якутии.
За период своей трудовой деятельности Бубякин Николай Васильевич работал на различных государственных должностях в Якутской АССР. С 1918 по 1919 годы трудился в должности члена Восточно-Кангаласского волостного земельного управления. В 1919 году назначен на должность секретаря III Нахарского наслежного ревкома.
С 1920 по 1924 годы работал в должности секретаря Восточно-Кангаласского волостного ревкома. С 1924 по 1928 годы — председатель Якутского окружного исполкома.
В август 1928 года назначен председателем Центрального исполнительного комитета и Совета народных комиссаров Якутской АССР. На этой должности проработал до февраля 1929 года.
В 1929 году был назначен народным комиссаром земледелия Якутской АССР, а с 1930 по 1931 годы работал председателем Западно-Кангаласского райисполкома. В 1932 году стал трудиться на должности заведующего организационным отделом ЦИК Якутской АССР.
С июля 1932 по 1935 год — председатель Якутского городского совета. В августе 1937 года назначен на должность управляющего делами СНК Якутской АССР.
В 1938 году Николай Бубякин подвергся репрессиям. Был арестован по ложному обвинению 1 ноября 1938 года. 8 сентября 1941 года Особым совещанием НКВД СССР приговорён к 8 годам исправительно-трудовых лагерей. Отбывать наказание направлен в Краслаг. Умер 12 мая 1942 года в тюремной больнице.
Постановлением президиума Верховного суда Якутской АССР от 29 апреля 1956 года реабилитирован посмертно.